# Billy il koala
Billy il koala (Blinky Bill the Movie) è un film d'animazione del 2015 diretto da Deane Taylor. È uscito in Italia il 13 marzo 2016.

## Trama
Bill, un koala che ama aiutare gli abitanti del bosco, sparisce dopo una missione di salvataggio. Il figlio Billy si mette alla sua ricerca. Sarà un viaggio carico di avventure e di simpatici incontri, in cui scoprirà sé stesso e le sue capacità.